# بییار د کرنخا
بییار د کرنخا دهستانی در استان آبیلای اسپانیا است.
در این دهستان ۷۸ نفر زندگی می‌کنند. مساحت این دهستان ۷٫۰۱ کیلومتر مربع است.